# شون سينجليتاري
شون سينجليتاري (بالإنجليزية: Sean Singletary)‏ مواليد 6 سبتمبر 1985 في فيلادلفيا، هو لاعب كرة سلة أمريكي بدأ مسيرته الاحترافية في سنة 2008 حيث تم اختياره من قبل فريق سكرامنتو كينغز خلال الدرافت. يبلغ طوله 6 قدم 0 بوصة (1.8 م).

## فرق لعب لها
- فينيكس صنز
- شارلوت هورنتس
- ساسكي باسكونيا

## إحصائيات المسيرة

### الموسم الاعتيادي
| السنة   | الفريق        | لعب | بدأ | دقيقة | ميداني% | ثلاثية | حرة   | ارتداد | صنع | استلاب | تصدي | نقطة |
| ------- | ------------- | --- | --- | ----- | ------- | ------ | ----- | ------ | --- | ------ | ---- | ---- |
| 2008–09 | فينيكس صنز    | 13  | 1   | 9.4   | .324    | .400   | 1.000 | 1.2    | .9  | .5     | .0   | 2.6  |
| 2008–09 | شارلوت هورنتس | 24  | 1   | 7.5   | .396    | .400   | .800  | .8     | .7  | .2     | .0   | 2.3  |
| المسيرة |               | 37  | 2   | 8.2   | .365    | .400   | .857  | .9     | .8  | .3     | .0   | 2.4  |

## روابط خارجية
- شون سينجليتاري على موقع الدوري الأوروبي لكرة السلة (الإنجليزية)
- شون سينجليتاري على موقع إن بي أي (الإنجليزية)
- شون سينجليتاري على موقع سبورتس رفرنس (الإنجليزية)
- شون سينجليتاري على موقع الدوري الإسباني لكرة السلة (الإسبانية)
- شون سينجليتاري على موقع كرة السلة الأوروبية.كوم (الإنجليزية)
- شون سينجليتاري على موقع إي إس بي إن.كوم (الإنجليزية)
- شون سينجليتاري على موقع كلية كرة السلة في سبورتس رفرنس.كوم (الإنجليزية)
- شون سينجليتاري على موقع ريلجم (الإنجليزية)
- شون سينجليتاري على موقع بروبوليرز (الإنجليزية)
- شون سينجليتاري على موقع سبورتس رفرنس (الإنجليزية)